# Ti Ti Ti (série télévisée, 1985)
Pour les articles homonymes, voir Ti Ti Ti.
Ti Ti Ti est une télénovela brésilienne diffusée en 1985 - 1986 par Rede Globo. Diffusée du lundi au vendredi à 19:00 heures.

## Distribution
| Acteurs              | Personnages                             |
| -------------------- | --------------------------------------- |
| Luis Gustavo         | Ariclenes Almeida (Victor Valentín)     |
| Reginaldo Faria      | André Spina (Jacques Leclair)           |
| Aracy Balabanian     | Marta Morgado                           |
| José de Abreu        | Chico                                   |
| Malu Mader           | Walkíria « Wal » Spina                  |
| Paulo Castelli       | Pedro Spina                             |
| Lúcia Alves (pt)     | Nicole                                  |
| Cássio Gabus Mendes  | Luís Otávio « Luti » de Almeida Martins |
| Myrian Rios          | Gabriela « Gabi » Morgado               |
| Adriano Reys         | Adriano Mendes de Morais                |
| Yara Cortes          | Júlia Spina                             |
| Thaís de Campos      | Ana Maria                               |
| Maria Cristina Nunes | Graça                                   |
| Cleyde Blota         | Lídia                                   |
| Older Cazarré        | Natalino                                |
| Rodolfo Bottino      | Lupercínio « (Bob) »                    |
| Beth Goffman         | Eduarda Macedo                          |
| Tato Gabus Mendes    | Alex                                    |
| Guilherme Fontes     | Caco                                    |
| Regina Restelli      | Silvia                                  |
| Sandra Bréa          | Jacqueline Mendonça                     |
| Tânia Alves          | Clotilde Assunção                       |
| Nathalia Timberg     | Cecília Spina                           |
| Marieta Severo       | Suzana Almeida                          |

## Versions
- El amor está de moda (1995), produit par Canal 13.
- Ti Ti Ti (2010), produit par Rede Globo.